# John Glenn Lagleva
John Glenn „Jiggs“ Lagleva (* 6. Juni 2004) ist ein philippinischer Eishockeyspieler, der seit 2022 bei den Manila Mustangs in der philippinischen Liga spielt.

## Karriere
John Glenn Lagleva, der die von den katholischen Brüdern der christlichen Schulen betriebene De La Salle Santiago Zobel School in Muntinlupa City besuchte, spielte zu Beginn seiner Karriere für die Philippine Eagles in der philippinischen Eishockeyliga. Nachdem er 2019/20 für die Manila Bearcats aktiv gewesen war, wechselte er 2023 zu den Manila Sharks. Seit 2023 steht er bei den Manila Mustangs auf dem Eis.

### International
Im Juniorenbereich nahm Lagleva mit der philippinischen Auswahl am IIHF U20 Challenge Cup of Asia 2019, als der dritte Platz erreicht wurde, und 2022 teil.
Für die philippinische Nationalmannschaft spielte Lagleva erstmals bei der Weltmeisterschaft 2023 in der Division IV, als der Aufstieg in die Division III erreicht wurde. Dort spielte er dann bei der Weltmeisterschaft 2024.

## Erfolge und Auszeichnungen
- 2019 Bronzemedaille beim IIHF U20 Challenge Cup of Asia
- 2023 Aufstieg in die Division III, Gruppe B, bei der Weltmeisterschaft der Division IV